# Cryptops kalobensis
Cryptops kalobensis är en mångfotingart som beskrevs av Bernard Goffinet 1971. Cryptops kalobensis ingår i släktet Cryptops och familjen Cryptopidae. Inga underarter finns listade i Catalogue of Life.